# Armand Mandel
Pour les articles homonymes, voir Mandel.
Armand Mandel (né le 12 décembre 1841 à Presbourg et mort le 4 mars 1912 au Vésinet) fut un agent de change, puis un journaliste financier belge, qui cherchait à éclairer le public sur les manœuvres de certains financiers et souhaitait réformer les mœurs de la Bourse. Il est connu pour avoir créé le journal La Cote libre de la Bourse de Bruxelles et le Bulletin financier en 1868, puis pour avoir révélé en avril 1869 un énorme scandale financier entraînant la chute du magnat de la Bourse André Langrand-Dumonceau.
La devise qui lui était attribuée était « sévère mais juste ».

## Biographie

### Carrière à Bruxelles
Juif d'origine hongroise, Armand Mandel est né à Bratislava, le 12 décembre 1841. Venu de Vienne, il s'installa à Bruxelles comme agent de change chez son oncle Henri Lustig, qui dirigeait la Banque Mayer, rue du Marais, à partir de 1859. 
En 1868, il fonda simultanément deux journaux, La Cote libre de la Bourse de Bruxelles, à Bruxelles et le Bulletin financier, à Paris. Dès la création de la Cote libre, les conceptions d'André Langrand-Dumonceau, que le pape Pie IX venait de créer comte de l'Empire romain, attirèrent son attention. Une polémique ardente se poursuivit entre lui et les journaux catholiques de Bruxelles. 
Il somma la justice belge de poursuivre les agissements du comte Langrand-Dumonceau et des chefs du parti catholique qui avaient fondé à Londres le Crédit foncier international. Une instruction aboutit à une ordonnance de non-lieu et il se tourna alors contre le procureur général Charles-Victor de Bavay, le procureur du Roi, le baron Hody, ex-administrateur de la Sûreté nommé le 8 janvier 1852 procureur du roi auprès du tribunal de première instance, et le juge d'instruction Delecourt. Le ministre de la Justice ordonna au président du tribunal de grande instance de lancer des poursuites contre La Cote libre de la Bourse de Bruxelles. 
En mai 1870, Armand Mandel fut traduit devant la cour d'assises du Brabant. Le verdict du jury démontra au public que l'insuffisance de l'instruction avait été « le moindre défaut des poursuites » dirigées contre Langrand-Dumonceau. Sur un rapport adressé au Roi, Charles-Victor de Bavay et Hody furent destitués et Delecourt relevé de ses fonctions de juge d'instruction. 
Armand Mandel devint la bête noire de la magistrature belge, qui le poursuivit pour lui réclamer des dommages-intérêts. 

### Carrière à Paris
Armand Mandel quitta en 1874 la Belgique et se consacra entièrement à son autre journal, le Bulletin financier, basé à Paris. Lorsqu'un financier belge controversé, Simon Philippart, tenta de s'implanter en France, en prenant le contrôle du Crédit mobilier, le Bulletin financier s'en prit à lui.
Transformé en société anonyme, le journal était parvenu à un tirage de 20 000 exemplaires, déclenchant les convoitises des financiers. Émile Jacques-Palotte, sénateur de la Creuse de 1876 à 1884, maître de forges et investi dans les compagnies de télégraphe parvint à s'en rendre maître. Armand Mandel quitta la rédaction pour fonder la Journée financière, qui devint un journal de polémique financière très ardente, amenant son rédacteur en chef devant la cour d'assises de la Seine, où le 6 décembre 1883 il fut condamné à huit mois d'emprisonnement et 3 000 francs d'amendes pour injure et diffamation contre le Tribunal de commerce de la Seine. Mais cette affaire porta ses fruits car deux mois plus tard, le parlement vota la loi modifiant la composition et le mode d'élection des tribunaux de commerce. 
Armand Mandel fut aussi chargé de la rédaction de la partie financière de La Lanterne.
En 1884, Armand Mandel fonda avec Édouard Cahen Le Pour et le Contre, "dont les études financières furent très remarquées". En 1889, il avait gagné assez d'argent pour reprendre la direction du Bulletin financier qui, dès lors retrouva ses lecteurs.